# Élections législatives de 1973 en Vaucluse
Les élections législatives françaises de 1973 se déroulent les 4 et 11 mars 1973. Dans le département de Vaucluse, trois députés sont à élire dans le cadre de trois circonscriptions.

## Élus
| Circonscription | Député sortant   | Parti | Parti | Député élu ou réélu | Parti | Parti |
| --------------- | ---------------- | ----- | ----- | ------------------- | ----- | ----- |
| 1re             | Jean-Pierre Roux |       | UDR   | Henri Duffaut       |       | PS    |
| 2e              | Georges Santoni  |       | UDR   | Francis Leenhardt   |       | PS    |
| 3e              | Jacques Bérard   |       | UDR   | Jacques Bérard      |       | UDR   |

## Résultats

### Résultats à l'échelle du département
| Parti                 | Parti                                   | Premier tour | Premier tour | Second tour | Second tour | Sièges |
| Parti                 | Parti                                   | Voix         | %            | Voix        | %           | Sièges |
| --------------------- | --------------------------------------- | ------------ | ------------ | ----------- | ----------- | ------ |
|                       | Parti socialiste                        | 46 892       | 26,72        | 66 848      | 37,31       | 2      |
|                       | Parti communiste français               | 41 889       | 23,87        | 27 420      | 15,30       | 0      |
|                       | Parti socialiste unifié                 | 1 286        | 0,73         |             |             | 0      |
|                       | Union de la gauche                      | 90 067       | 51,32        | 94 268      | 52,61       | 2      |
|                       |                                         |              |              |             |             |        |
|                       | Union des démocrates pour la République | 58 035       | 33,07        | 84 898      | 47,39       | 1      |
|                       | Républicains indépendants               | 2 319        | 1,32         |             |             | 0      |
|                       | Divers droite                           | 1 453        | 0,83         | 0           |             |        |
|                       | Union des républicains de progrès       | 61 807       | 35,22        | 84 898      | 47,39       | 1      |
|                       |                                         |              |              |             |             |        |
|                       | Mouvement réformateur                   | 18 138       | 10,34        |             |             | 0      |
|                       | Socialistes indépendants                | 4 599        | 2,62         | 0           |             |        |
|                       | Extrême gauche                          | 882          | 0,50         | 0           |             |        |
|                       |                                         |              |              |             |             |        |
| Inscrits              | Inscrits                                | 217 250      | 100,00       | 217 140     | 100,00      | 3      |
| Abstentions           | Abstentions                             | 36 678       | 16,88        | 30 962      | 14,26       |        |
| Votants               | Votants                                 | 180 572      | 83,12        | 186 178     | 85,74       |        |
| Blancs et nuls        | Blancs et nuls                          | 5 079        | 2,81         | 7 012       | 3,77        |        |
| Exprimés              | Exprimés                                | 175 493      | 97,19        | 179 166     | 96,23       |        |
| Source : Data.gouv.fr |                                         |              |              |             |             |        |

### Résultats par circonscription

#### Première circonscription (Avignon)
| Candidat       | Candidat                 | Parti          | Premier tour | Premier tour | Second tour | Second tour |  |
| Candidat       | Candidat                 | Parti          | Voix         | %            | Voix        | %           |  |
| -------------- | ------------------------ | -------------- | ------------ | ------------ | ----------- | ----------- |  |
|                | Henri Duffaut élu        | PS (UGSD)      | 21 059       | 31,61        | 37 545      | 55,45       |  |
|                | Jean-Pierre Roux sortant | UDR (URP)      | 20 800       | 31,22        | 30 166      | 44,55       |  |
|                | Alain Passa              | PCF            | 13 468       | 20,22        | Retrait     | Retrait     |  |
|                | Félix Noseda             | CD (MR)        | 7 671        | 11,51        |             |             |  |
|                | Pierre Chamaillard       | Divers droite  | 1 453        | 2,18         |             |             |  |
|                | Raymond Gras             | PSU            | 1 286        | 1,93         |             |             |  |
|                | Michel Barbe             | OCT            | 882          | 1,32         |             |             |  |
|                |                          |                |              |              |             |             |  |
| Inscrits       | Inscrits                 | Inscrits       | 82 342       | 100,00       | 82 343      | 100,00      |  |
| Abstentions    | Abstentions              | Abstentions    | 13 860       | 16,83        | 12 093      | 14,69       |  |
| Votants        | Votants                  | Votants        | 68 482       | 83,17        | 70 250      | 85,31       |  |
| Blancs et nuls | Blancs et nuls           | Blancs et nuls | 1 863        | 2,72         | 2 539       | 3,61        |  |
| Exprimés       | Exprimés                 | Exprimés       | 66 619       | 97,28        | 67 711      | 96,39       |  |

#### Deuxième circonscription (Carpentras)
| Candidat       | Candidat                | Parti          | Premier tour | Premier tour | Second tour | Second tour |  |
| Candidat       | Candidat                | Parti          | Voix         | %            | Voix        | %           |  |
| -------------- | ----------------------- | -------------- | ------------ | ------------ | ----------- | ----------- |  |
|                | Georges Santoni sortant | UDR (URP)      | 17 035       | 31,16        | 27 149      | 48,09       |  |
|                | Francis Leenhardt élu   | PS (UGSD)      | 13 241       | 24,22        | 29 303      | 51,91       |  |
|                | Francis Liotaud         | PCF            | 12 040       | 22,02        | Retrait     | Retrait     |  |
|                | Jean Livadie            | MR             | 5 432        | 9,94         |             |             |  |
|                | Léonce Barras           | Soc.ind.       | 4 599        | 8,41         |             |             |  |
|                | Guy Laville             | RI             | 2 319        | 4,24         |             |             |  |
|                |                         |                |              |              |             |             |  |
| Inscrits       | Inscrits                | Inscrits       | 68 971       | 100,00       | 68 866      | 100,00      |  |
| Abstentions    | Abstentions             | Abstentions    | 12 596       | 18,26        | 10 376      | 15,07       |  |
| Votants        | Votants                 | Votants        | 56 375       | 81,74        | 58 490      | 84,93       |  |
| Blancs et nuls | Blancs et nuls          | Blancs et nuls | 1 709        | 3,03         | 2 038       | 3,48        |  |
| Exprimés       | Exprimés                | Exprimés       | 54 666       | 96,97        | 56 452      | 96,52       |  |

#### Troisième circonscription (Orange)
| Candidat       | Candidat                     | Parti          | Premier tour | Premier tour | Second tour | Second tour |  |
| Candidat       | Candidat                     | Parti          | Voix         | %            | Voix        | %           |  |
| -------------- | ---------------------------- | -------------- | ------------ | ------------ | ----------- | ----------- |  |
|                | Jacques Bérard sortant réélu | UDR (URP)      | 20 200       | 37,26        | 27 583      | 50,15       |  |
|                | Fernand Marin                | PCF            | 16 381       | 30,22        | 27 420      | 49,85       |  |
|                | Yves Meffre                  | PS (UGSD)      | 12 592       | 23,23        | Retrait     | Retrait     |  |
|                | Jean-Joseph Allain           | MR             | 5 035        | 9,29         |             |             |  |
|                |                              |                |              |              |             |             |  |
| Inscrits       | Inscrits                     | Inscrits       | 65 937       | 100,00       | 65 931      | 100,00      |  |
| Abstentions    | Abstentions                  | Abstentions    | 10 222       | 15,5         | 8 493       | 12,88       |  |
| Votants        | Votants                      | Votants        | 55 715       | 84,5         | 57 438      | 87,12       |  |
| Blancs et nuls | Blancs et nuls               | Blancs et nuls | 1 507        | 2,7          | 2 435       | 4,24        |  |
| Exprimés       | Exprimés                     | Exprimés       | 54 208       | 97,3         | 55 003      | 95,76       |  |